# Meropenem
Meropenem ist ein Arzneistoff, der zur Gruppe der Carbapeneme gehört und von AstraZeneca vertrieben wird.

## Pharmakologie
Siehe Carbapeneme, im Gegensatz zu Imipenem ist Meropenem stabil gegenüber Dehydropeptidase I.

### Wirkspektrum
Das Wirkungsspektrum ist größer im Bereich der gramnegativen Bakterien im Vergleich zu Imipenem.

### Nebenwirkungen
Die Nebenwirkungen entsprechen weitgehend dem der Penicilline und Cephalosporine. Es können allerdings auch epileptische Anfälle auftreten.

## Handelsnamen
Monopräparate

Meronem (D, CH), Optinem (A)